# Очна ямка

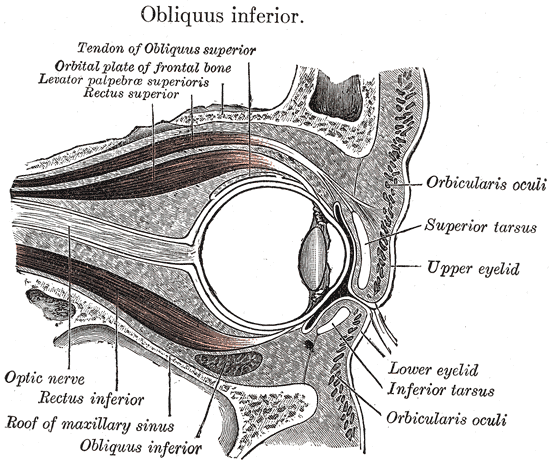
Очниця і м'які тканини очниці (людина)

Очни́ця або орбіта, очна ямка (лат. orbis, бувально «коло») — кісткова порожнина в черепі (cranium), в якій розташоване очне яблуко і його допоміжні структури. У дорослої людини, об'єм орбіти становить 30 мл, 6.5 мл якого займає око.

## Кістки
У людини очницю утворюють сім кісток черепа:
- Лобна кістка
- Слізна кістка
- Решітчаста кістка
- Вилична кістка
- Верхня щелепа
- Піднебінна кістка
- Клиноподібна кістка

## Отвори і канали
1. Зоровий канал → середня черепна ямка. Через нього проходить зоровий нерв (ІІ пара черепно-мозкових нервів) і очна артерія.

2. Верхня очна щілина→середня черепна ямка

3. Нижня очна щілина→підскронева та крилопіднебінна ямка

4. Передній решітчастий отвір→передня черепна ямка

5. Задній решітчастий отвір

6. Надочноямковий отвір

7. Підочноямковий канал сполучає очницю з передньою поверхнею верхньої щелепи, проходять однойменні нерв (гілка трійчастого нерву), артерія і вена

8. Отвір носослізного каналу→через носослізний канал з носовою порожниною

9. Вилично-очноямковий отвір

## Галерея

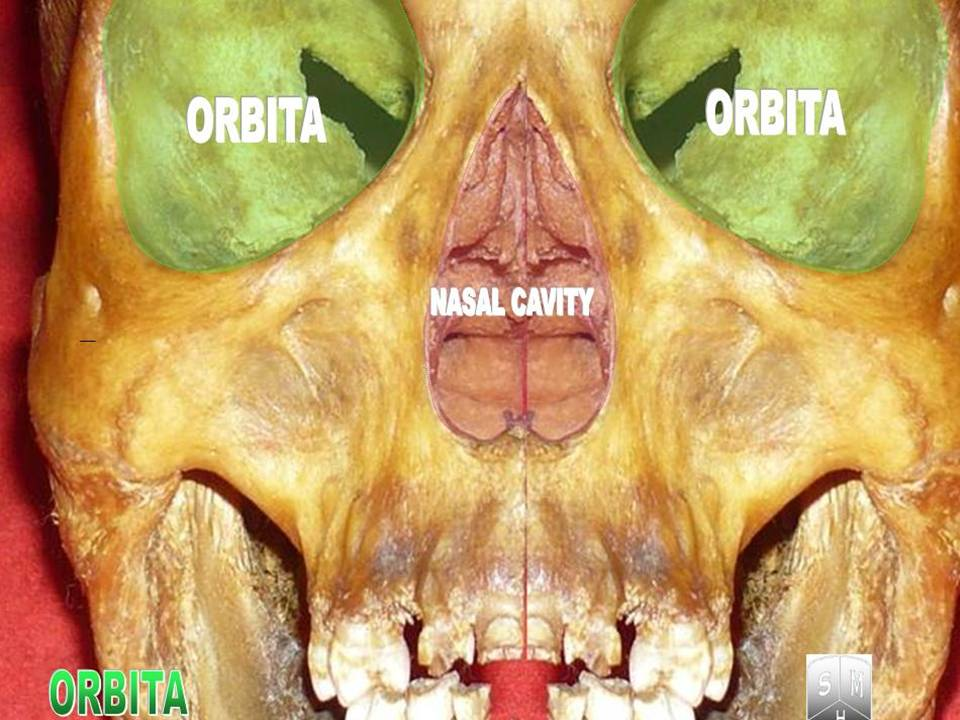
Очниця
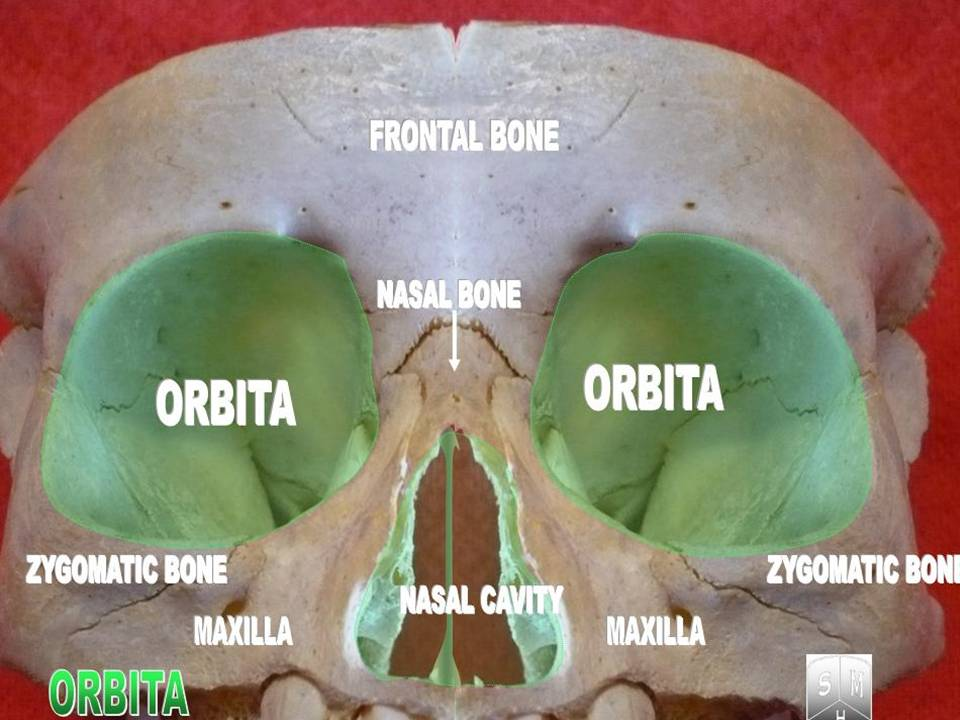
Очниця
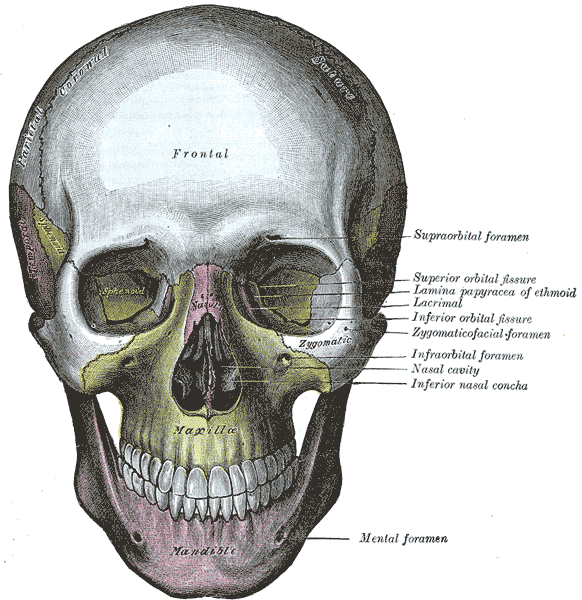
Череп. Вигляд спереду
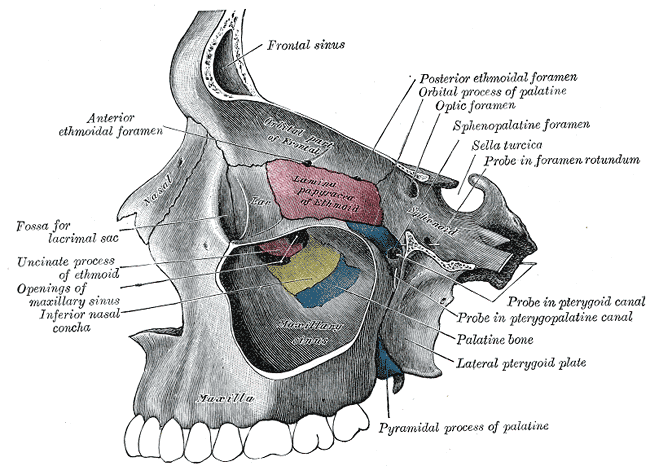
Медіальна стінка лівої очниці
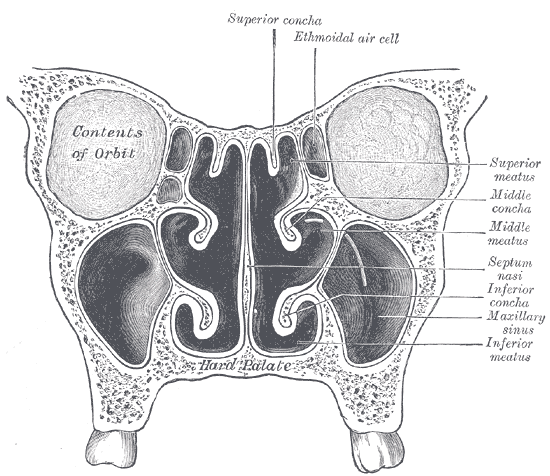
Носова порожниа при фронтальному перерізі
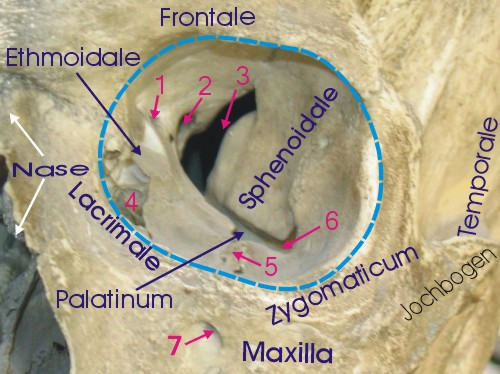
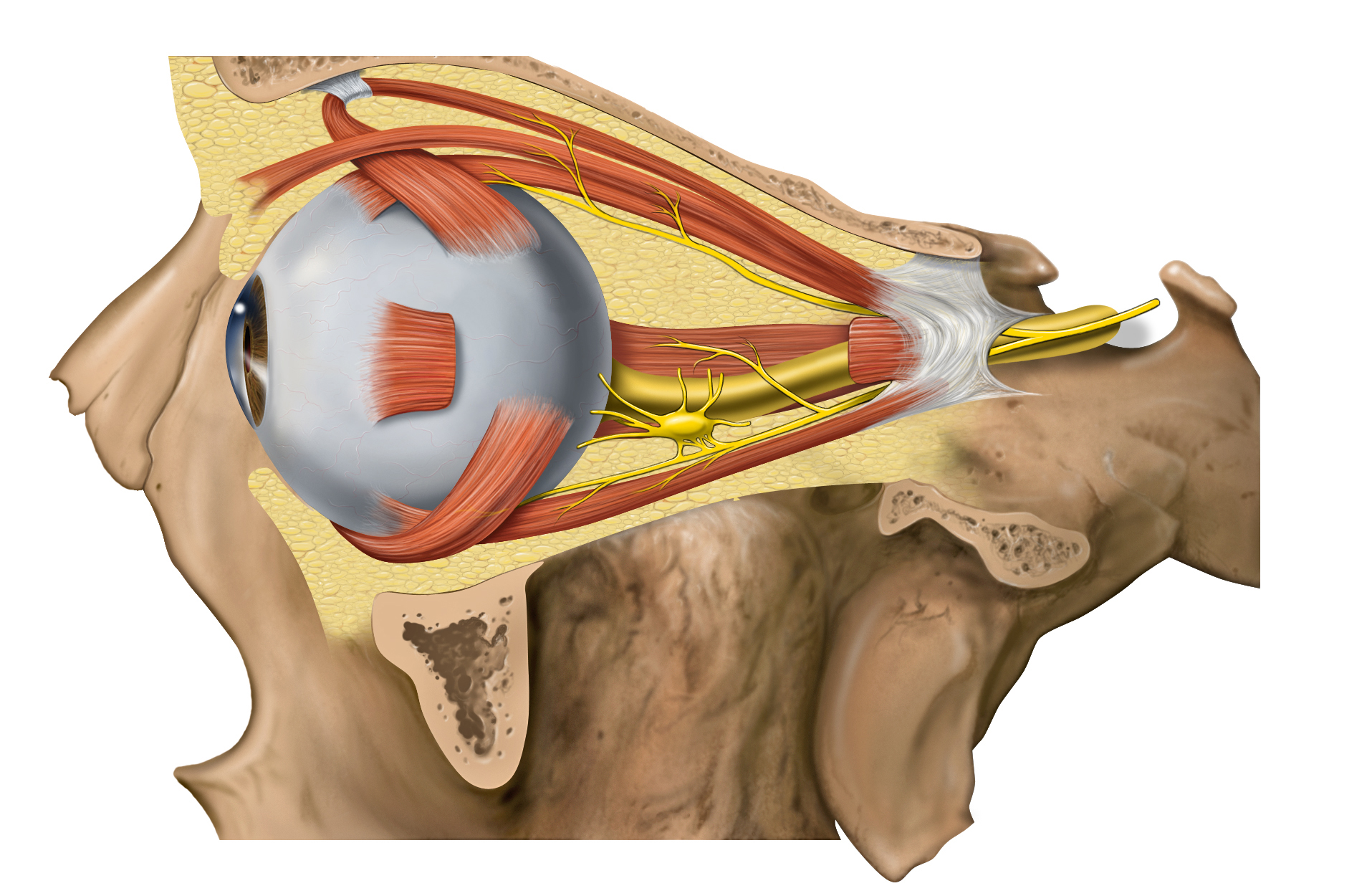
Анатомія очниці збоку
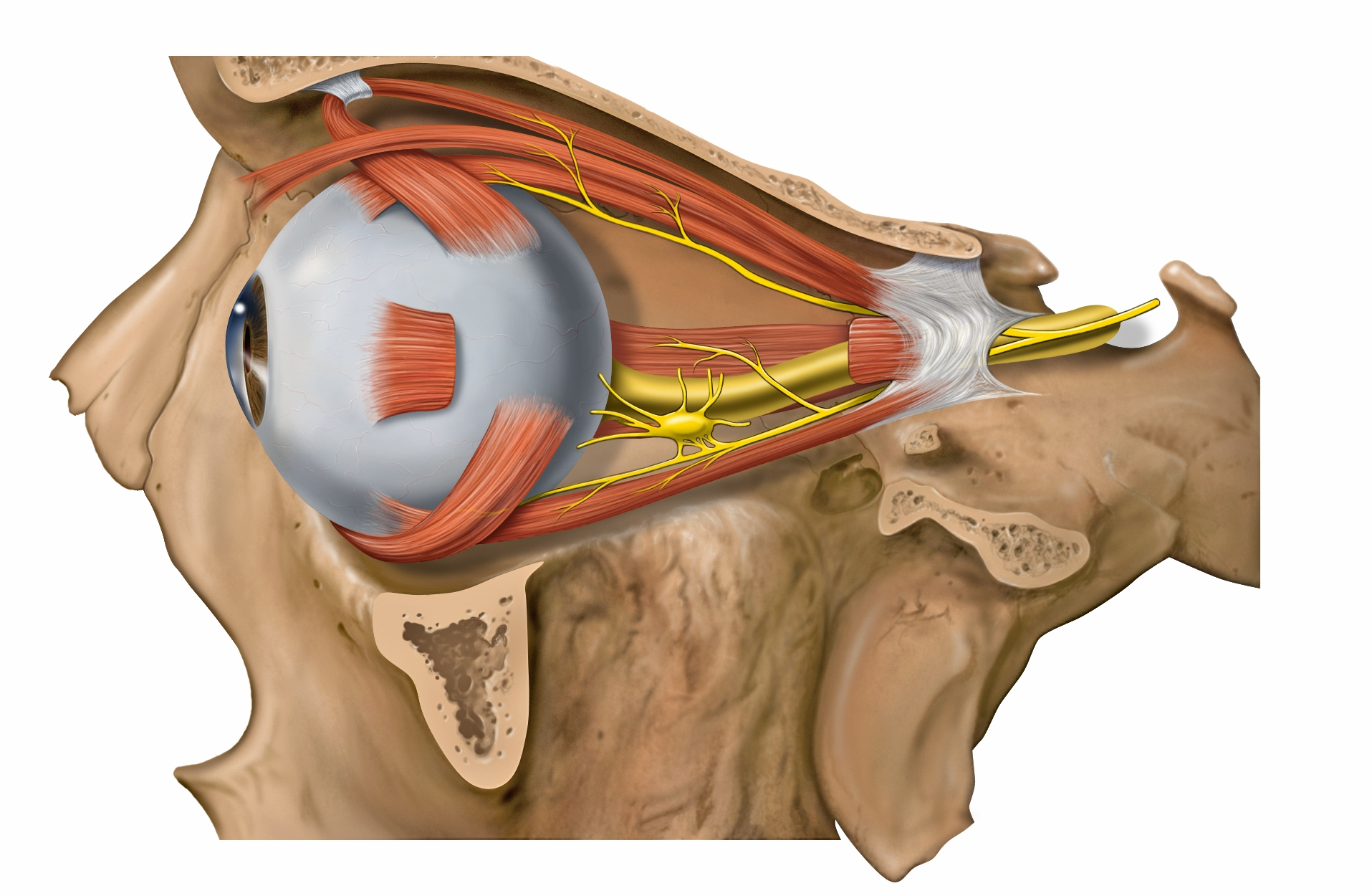
Анатомія очниці збоку
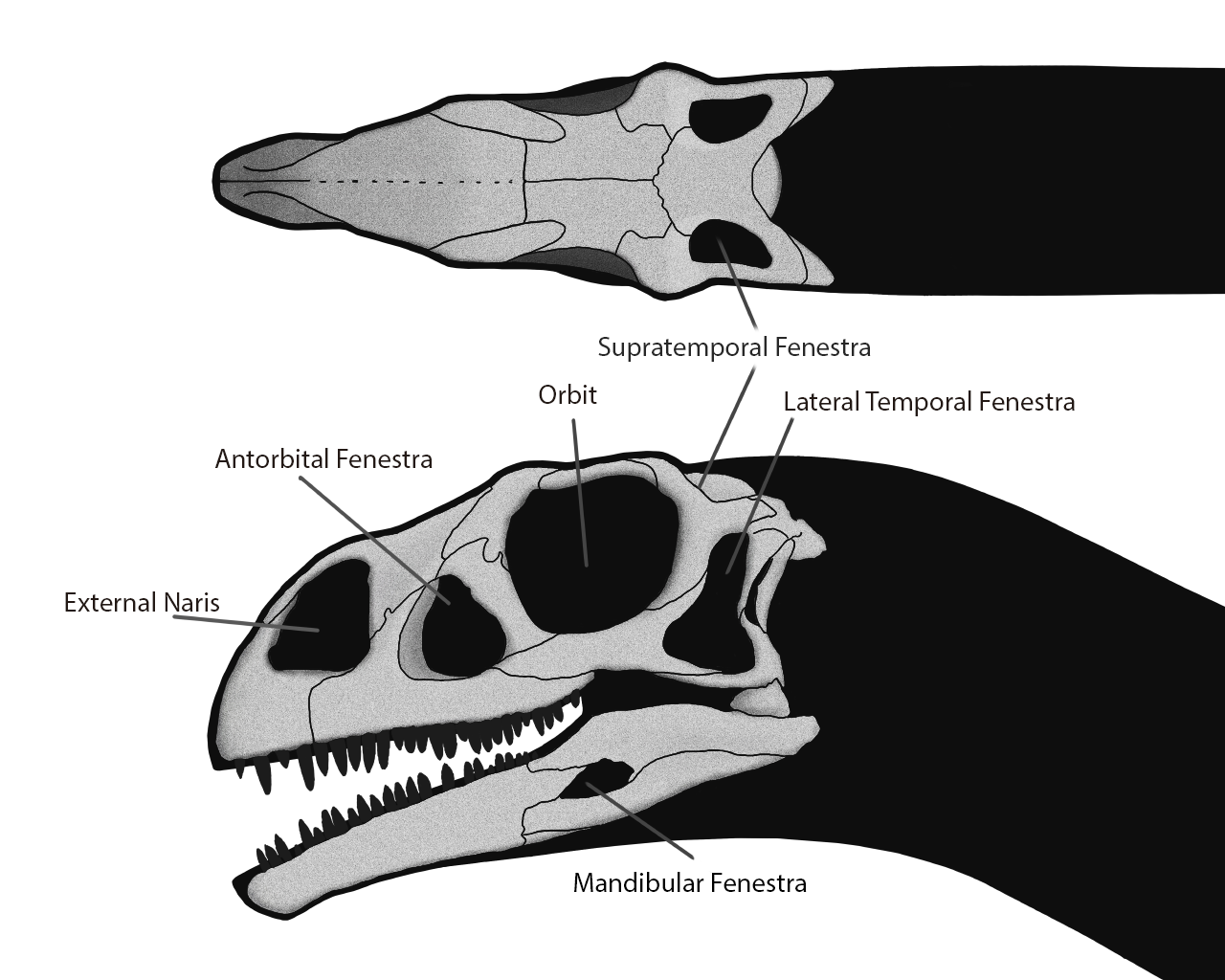
Очниця у відношені до інших отворів черепа у динозавра массосподила
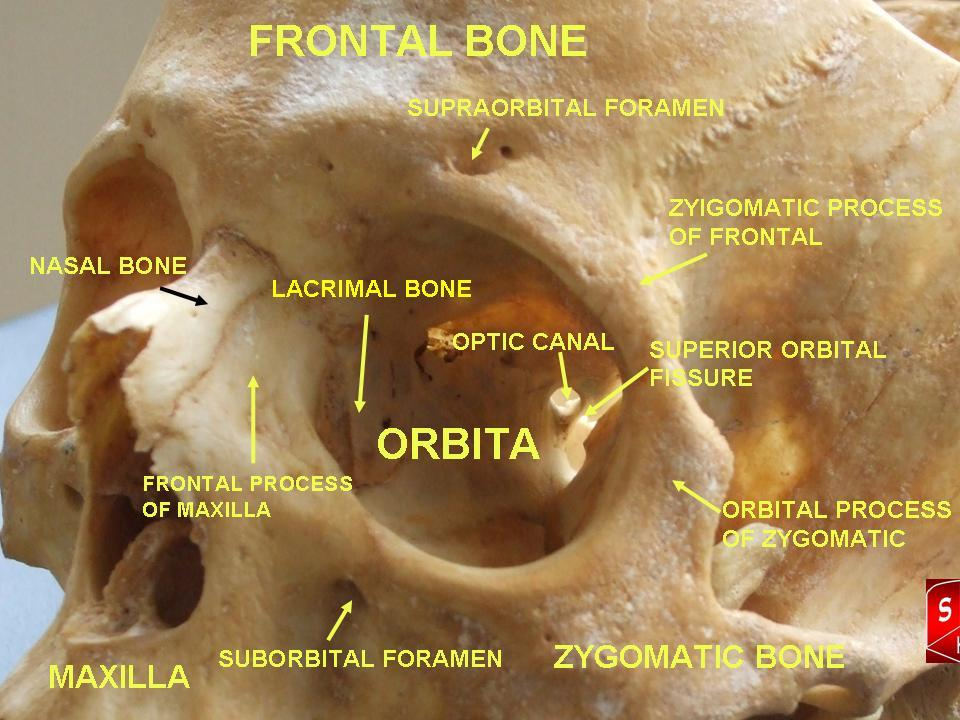
Орбіта
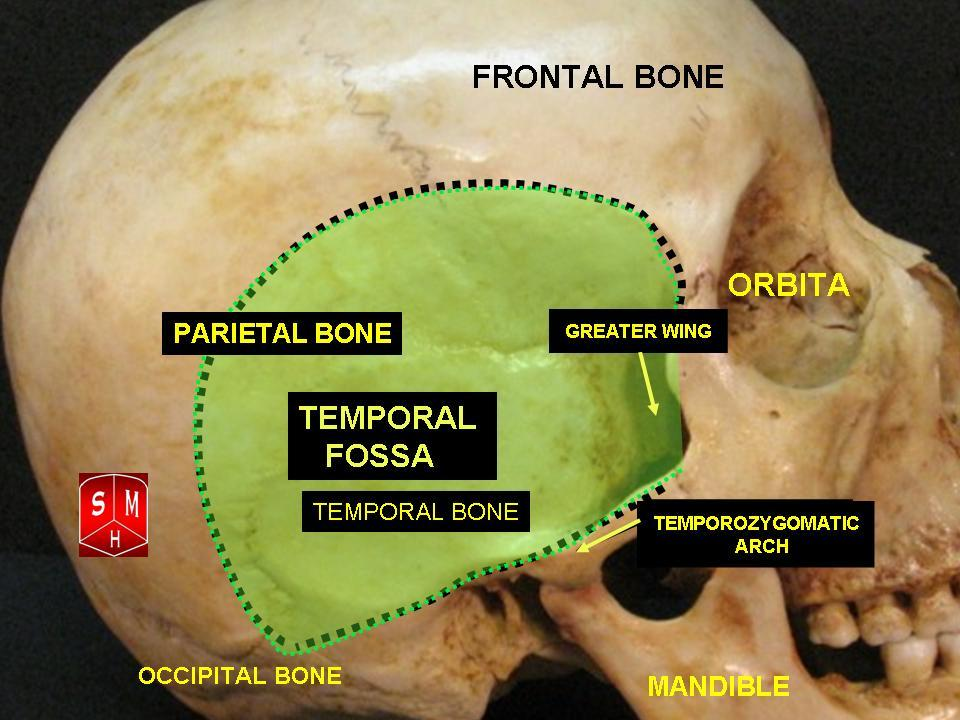
Очна ямка